# A Taste of Extreme Divinity
 A Taste of Extreme Divinity är ett musikalbum av Hypocrisy som släpptes den 23 oktober 2009. I Nordamerika släpptes albumet 3 november och innehåller tre bonusspår, "The Sinner" samt demoversioner av "Taste the Extreme Divinity" och "Valley of the Damned" från 2008.

## Låtlista
1. "Valley of the Damned" - 4:17
2. "Hang Him High" - 4:35
3. "Solar Empire" - 5:16
4. "Weed Out the Weak" - 3:50
5. "No Tomorrow" - 4:16
6. "Global Domination" - 5:15
7. "Taste the Extreme Divinity" - 3:36
8. "Alive" - 4:22
9. "The Quest" - 5:31
10. "Tamed (Filled With Fear)" - 4:39
11. "Sky Is Falling Down" - 4:32

## Musiker
- Peter Tägtgren – sång, gitarr
- Mikael Hedlund – bas
- Horgh (Reidar Horghagen) – trummor